# SN 1996ag
SN 1996ag – supernowa nieznanego typu odkryta 12 czerwca 1996 roku w galaktyce A214650-4341. W momencie odkrycia miała maksymalną jasność 20,50m.